# Церековы
Цере́ковы (осет. Цереккатæ) — осетинская фамилия.

## Происхождение
У Церека был единственный сын — Боруко, и у того тоже один сын — Астархан. Последний женился на девушке из рода Демуровых, и появился у них сын Беслан. После смерти отца башня Церековых и все земли остались ему. Беслан женился на богатой девушке из сел. Цмити, дочери Каргиева Араби. У них родились три сына: Асланбек, Дзамболат и Бимболат. Меньше всего известно о Бимболате, известно что он был зятем Томаевых. Его жену звали Долхез, а сына — Касполат. Внук Бимболата, Симон, был офицером царской армии.
Больше информации сохранилось об Асланбеке. В свое время он был одним из самых образованных и известных людей. Его супругой была Доппа, дочь Гица Гуриева. Она родила четырех сыновей — Заурбека, Асламурзу, Долатмурзу и Хайти. Асланбек пользовался большим авторитетом среди жителей ущелья и всей Осетии. Постоянно избирался депутатом от Куртатинского ущелья. Фамильная печать также хранилась у него. А мужество его было несомненным, о чем свидетельствуют полученные им многочисленные награды.

## Генеалогия
Родственными фамилиями (осет. æрвадæлтæ) Церековых являются — Худзиевы, Гайтовы, Хабицовы, Фарниевы, Борсиевы, Гуриевы, Хадарцевы, Цаликовы,  Демуровы, Каргиновы, Дзаховы, Калоевы и Бритаевы.

## Известные носители
- Владимир Камболатович Цереков — директор школы №1 города Беслан.

### Военная служба
- Дзамболат Бесланович Цереков (1830–1916) — царский офицер, полный Георгиевский кавалер.
- Иналук Дзамболатович Цереков (1907–1944) — подполковник Красной Армии, кавалер множества боевых орденов.
- Камболат Дзамболатович Цереков (р. 1853) — офицер, старшина Даллагкауского церковного прихода.
- Саламгирей Дзамболатович Цереков (1872–1951) — герой Русско-японской войны. Был награжден двумя Георгиевскими крестами, и двумя медалями.

### Медицина
- Юрий Владимирович Цереков — хирург, заведующий хирургическим отделением Правобережной районной больницы.